# Femina
Femina – polski dramat psychologiczny z 1991 roku w reżyserii Piotra Szulkina, zrealizowany według powieści Krystyny Kofty Pawilon małych drapieżców. Zdjęcia kręcono w Warszawie.

## Fabuła
Bohaterka filmu – Bogna jest trzydziestoletnią kobietą zagubioną w otaczającym ją świecie. Po wyjeździe męża na zagraniczne stypendium Bogna dowiaduje się, że umarła jej matka. Wyjazd do rodzinnej miejscowości na pogrzeb jest dla niej okazją do wspomnień z niezbyt szczęśliwego dzieciństwa, kiedy była zdominowana przez zbyt religijną matkę i kiedy w snach nawiedzał ją Józef Stalin. Chcąc zapomnieć o przeszłości wdaje się w liczne romanse z mężczyznami i kobietami, a w końcu zostaje prostytutką. Po dokonaniu rozrachunków z własną przeszłością wraca na łono rodziny.

## Obsada
- Hanna Dunowska – Bogna
- Ewa Sałacka-Kirstein – Wiśka
- Gustaw Lutkiewicz – fotograf
- Katarzyna Walter – prostytutka
- Alina Janowska – matka Bogny
- Kazimierz Orzechowski – ksiądz
- Grażyna Wolszczak – prostytutka
- Wojciech Skibiński – ojciec Bogny
- Małgorzata Hajewska-Krzysztofik – Głucha
- Ewa Frąckiewicz – ciotka
- Krzysztof Bauman – Dominik
- Krystyna Sznerr – nauczycielka Bogny
- Marcin Troński – Wiktor
- Hanna Skarżanka – Gabriela
- Jerzy Gudejko – mąż Bogny
- Jan Jankowski – kaleka w domu Gabrieli
- Sławomir Holland – pacjent szpitala psychiatrycznego